# Shell (informàtica)
En informàtica, una shell és una peça de programari que proporciona una interfície als usuaris. Típicament, el terme es refereix a una shell d'un sistema operatiu que proporciona accés als serveis del kernel.

## Shells de text

### Shell d'Unix
- Bourne shell (sh)
  - Almquist shell (ash)
    - Debian Almquist shell (dash)

  - Bourne-Again shell (bash)
  - Korn shell (ksh)
  - Z shell (zsh)
- C shell (csh)
  - TENEX C shell (tcsh)
- Es shell (es)
- esh (Unix) – Easy Shell
- friendly interactive shell (fish)
- rc shell (rc)
- scsh (Scheme Shell)
- Stand-alone Shell (sash)

### Shells no-Unix
- CCP – consola de comandes de CP/M
- cmd.exe – shell d'OS/2, Windows CE i sistemes basats en Windows NT
- Microsoft BASIC – l'entorn operatiu primari de diversos sistemes antics de 8 bits
- Rexx – llenguatge script d'IBM
- Windows PowerShell – la successora de cmd.exe, orientada a objectes

## Shells gràfiques

### Shell d'Unix
- GNOME Shell
- KDE
- LXDE
- Xfce

### Shells no-Unix
Microsoft Windows